# Lesław Wacławik

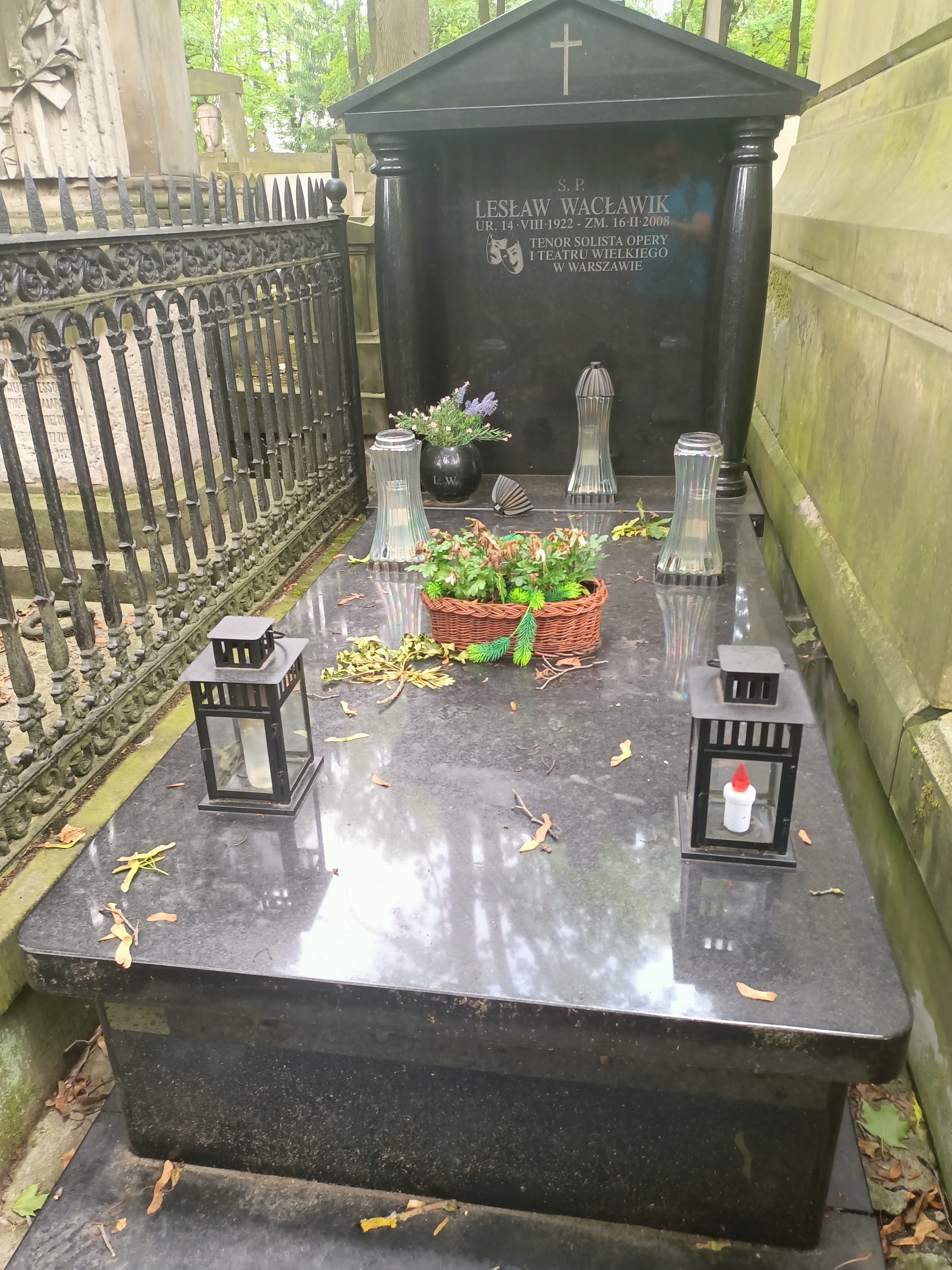
Grób Lesława Wacławika na Cmentarzu Powązkowskim

Lesław Wacławik (ur. 14 sierpnia 1922 we Lwowie, zm. 16 lutego 2008 w Warszawie) – polski śpiewak operowy, tenor, solista Opery Warszawskiej w latach 1951–1965 i Teatru Wielkiego w Warszawie w latach 1965–1978.
Pochowany 25 lutego 2008 r. na cmentarzu Powązkowskim (kwatera 19-2-27).